# Носов Євген Іванович
Носов Євген Іванович (15 січня 1925 — 14 червня 2002) — російський і радянський письменник. Герой Соціалістичної Праці (1991).

## Біографія
Євген Носов народився 15 січня в селі Толмачево в Курському районі. У віці шістнадцяти років пережив фашистську окупацію. Закінчив вісім класів. Після КурськоЇ битви (5 липня — 23 серпня 1943 року) пішов на фронт. Брав участь у операції «Багратіон», у боях на Рогачевськім плацдармі за Дніпром. Воював у Польщі.
У боях під Кенігсбергом 8 лютого 1945 року був сильно поранений і День Перемоги зустрічав у госпіталі в Серпухові, про що пізніше написав оповідання «Червоне вино перемоги». Вийшовши з госпіталю, отримав пільги по інвалідності.
Після війни закінчив середню школу. Поїхав до Казахстану, у місто Талдикорган, де працював у газеті «Семіреченська правда» художником оформлювачем, літературним співробітником. Почав писати прозу. У 1951 році Євген Носов повернувся до Курська і став працювати в редакції газети «Молода гвардія». У 1980-х роках був членом редакційної колегії журналу «Роман-газета».
Був помічений у морозні дні за розповсюджуванням закликів до людей погодувати птахів. На могилі попросив написати: «Погодуйте птахів». Є. В. Носов помер 14 червня 2002 року. Похований у Курську.
Через три роки після смерті письменника, у Курську, у невеликому сквері (на розі вулиці Челюскінців) неподалік від будинку, де жив Євген Носов, був встановлений пам'ятник роботи майстерні курського скульптора, заслуженого художника РФ Володимира Бартенєва.

## Творчість
Євгена Носова можна віднести до представників «сільської прози» і до не менш значущої в літературі XX століття «окопноїй правди». Найважливіші його теми — військова та сільська.
У 1957 році — перша публікація: розповідь «Веселка» опублікована в курському альманасі.
У 1958 році виходить його перша книга оповідань і повістей «На рибальській стежці».
У 1961 році поступив на Вищі літературні курси в Москві. У 1962 році повернувся до Курська, ставши професійним письменником

Великий успіх мала повість «Усвятские шлемоносцы» (1980); у 1986 році під цією назвою вийшла збірка повістей та оповідань; в тому ж році — книга нарисів «На дальній станції зійду»; в 1989 році — книга оповідань для молодших школярів «Де прокидається сонце»; у 1990 році — повісті й оповідання «В чистому полі»; у 1992 році — книга оповідань для старших школярів «Червоне вино перемоги».
Оповідання і всі описи Носова відрізняються врівноваженістю. Його твори присвячені  загалом людям сучасного середньоросійського села; іноді він включає в тканину оповідання епізоди з часів Другої світової війни. Герої повістей і оповідань Носова — це люди з народу, тісно пов'язані з природою. Носов описує буденні події, в яких відображаються людські долі; йому найкраще вдається поступовий розвиток характеру або розкриття його в ході подій, ненав'язливо, крок по кроку

## Твори
- 1989 — «Вибрані твори в 2-х томах». М., Художня література,
- 1983 — «Вибрані твори» (у двох томах) М., Радянська Росія,

## Фільми
За повістю «Усвятские шлемоносцы» знято кінофільм «Джерело» (режисер А. Сіренко) і фільм-спектакль Куйбишевського академічного театру драми «Усвятские шлемоносцы» (1982 рік, режисер П. Л. Монастирський).
За ліричними розповідями Носова в 1981 році знятий фільм «Циганське щастя» (режисер C. Никоненко).
Короткометражний фільм «Варька» (ТО «Екран», 1971) за мотивами однойменного оповідання. Режисер Т. Папастергиу.

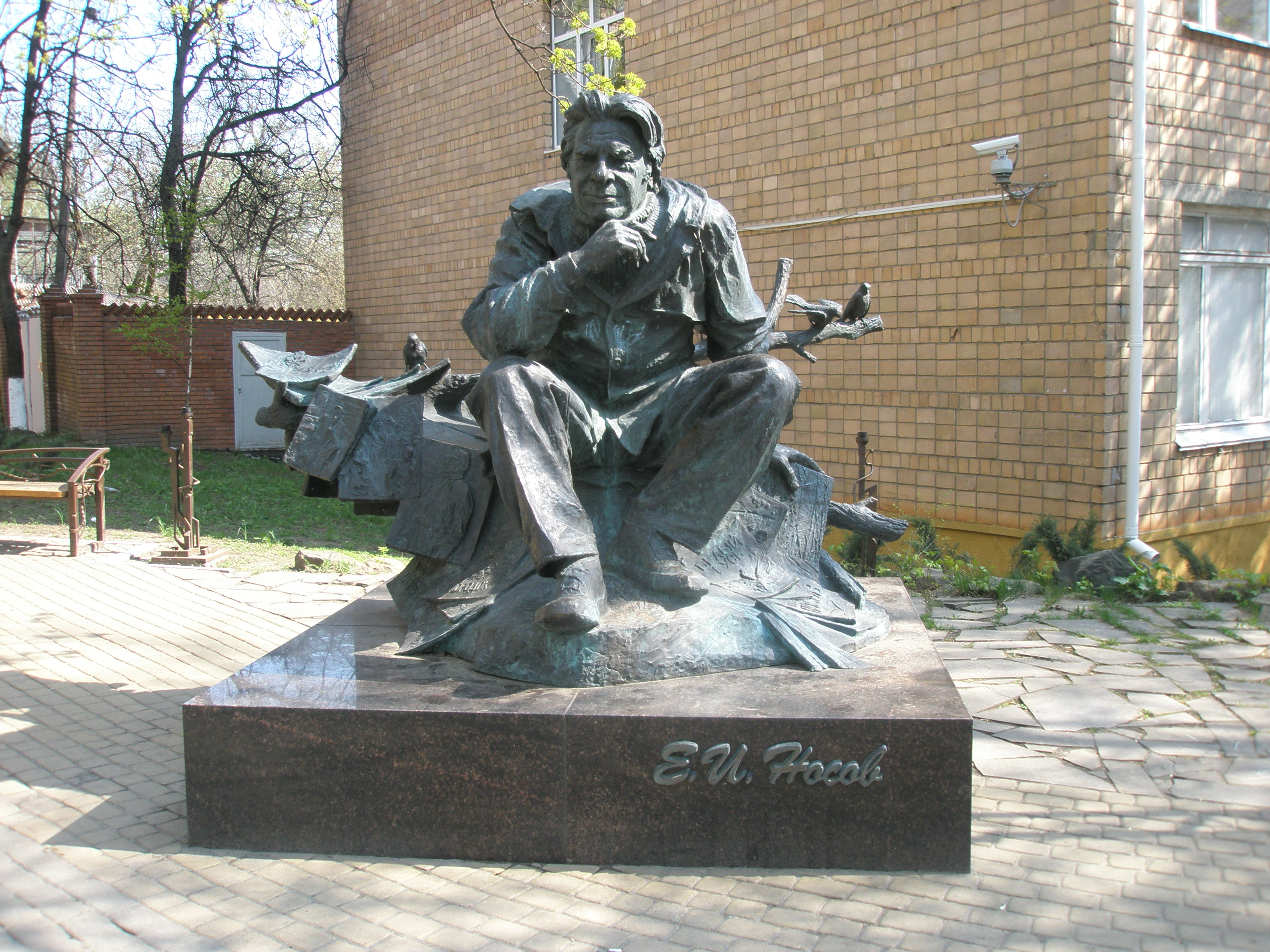
Пам'ятник Євгену Носову в Курську, (скульптор Ст. Бартенєв)